# Leveäniemi
Leveäniemi är en malmfyndighet belägen drygt fyra mil sydost om Kiruna, på LKAB:s industriområde i Svappavaara, Norrbottens län.

## Historik
Gruvbrytning bedrevs från 1964 i dagbrottet Leveäniemi fram till 1983 då verksamheten upphörde och gruvan lades i malpåse på grund av lågkonjunktur.
År 2010 planerade LKAB att åter öppna det gamla dagbrottet, vilket vid denna tidpunkt var vattenfyllt. Mer än 30 miljoner kubikmeter vatten pumpades bort för att möjliggöra gruvbrytning, vilket påbörjades den 25 september 2012. Den 4 juli 2014 pumpades det sista vattnet ut, och senare på hösten gjordes första provsprängningen.

## Malmkroppen
Leveäniemi dagbrott är 120 meter från toppen till botten och beräknas innehålla 110 miljoner ton järnmalm, i form av magnetit och hematit/martit.